# (86) Семела
(86) Семела (лат. Semele) — астероид главного пояса, который был открыт 4 января 1866 года немецким астрономом Фридрихом Титьеном в Берлинской обсерватории и назван в честь Семелы, матери Диониса в древнегреческой мифологии.

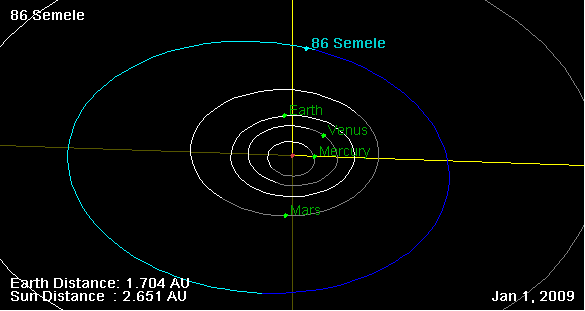
Орбита астероида Семела и его положение в Солнечной системе